# Palau Giustinian Persico
El Palau Giustinian Persico és un edifici civil situat a la ciutat de Venècia, al districte de San Polo: domina el Gran Canal on desemboca al Rio di San Tomà, no gaire lluny del Palau Tiepolo i davant dels Palaus Mocenigo.

## Història
El palau va ser construït per a la noble família Giustinian, però aviat va passar a la família Persico (també anomenada Da Persico), originària de Bèrgam però incorporada al patriciat a canvi d'un sou.

## Descripció
La façana, inspirada en l'obra de Mauro Codussi (però no atribuïble a ell), data del segle XVI: és un dels primers edificis venecians construïts en estil renaixentista i, per tant, afavoreix les grans superfícies i les línies essencials. Es caracteritza per un arrebossat vermell brillant sobre el qual destaquen dues finestres centrals de quatre llums, una sobre l'altra, flanquejades per parells de finestres monofàl·liques. Els marcs d'aquests forats són molt valuosos. La façana posterior de l'edifici, arquitectònicament poc interessant, dona a un gran jardí.